# П'єса для трьох акторів (мультфільм)
«П'єса для трьох акторів» — український анімаційний фільм 2004 року студії Укранімафільм, автор сценарію та режисер — Олександр Шмигун.

## Сюжет
Мультфільм для дорослих про те, яким злагодженим і органічним може бути виступ ляльок під керівництвом майстра своєї справи. Однак іноді в грі відбуваються збої, на які не можна вплинути. Що ж це - помилка або непідвладне явище? Проводиться паралель з життєвими ситуаціями, коли щось неминуче і не піддається контролю, і з цим нічого не поробиш.

## Над фільмом працювали
- Автор сценарію і режисер: Олександр Шмигун;
- Художній керівник: Євген Сивокінь;
- Художник-постановник: М. Шуб;
- Композитор: Вадим Храпачов;
- Кінооператор: Вадим Ільков;
- Звукорежисер: М. Демиденко;
- Розробка та виготовлення персонажів: О. Педан, Олег Педан, Людмила Міщенко, М. Шуб;
- Аніматори: Андрій Слєсаревський (у титрах А. Слесаревський), Сергій Мельниченко;
- Актори-ляльководи: О. Юхименко, В. Кузнецов;
- 2Д анімація: Анатолій Лавренішин;
- Комп'ютерна графіка: А. Огнев;
- Декоратори: Є. Невінський (у титрах Є. Невинський), Н. Руденко;
- Художники: М. Шуб, Людмила Міщенко, С. Логінський, Ігор Котков;
- Асистент кінооператора: Олександр Ніколаєнко;
- Асистент режисера: Людмила Скройбіж;
- Монтаж: Олександр Шмигун;
- Редактор: Світлана Куценко;
- Директор знімальної групи: В'ячеслав Кілінський.

### Подяка
- За участь в проекті: Єжи Куча;
- За технічну підтримку: Boston Animation.

## Нагороди і відзнаки
- Кінофестиваль у Сопоті, 2005 — Почесна нагорода за анімацію[2].
- «АртФілм» (Словаччина) — Приз за найкращий анімаційний експериментальний фільм.
- Фестиваль ла віла Валладолід (Іспанія) — Перший приз за короткий фільм.